# Ardenna gravis
La berta dell'Atlantico (Ardenna gravis O'Reilly, 1818) è un uccello marino della famiglia dei Procellariidi ampiamente diffuso nell'oceano Atlantico.

## Descrizione

### Dimensioni
Misura 43–51 cm di lunghezza, per un peso di 670-995 g; l'apertura alare è di 100–118 cm.

### Aspetto
Presenta parti superiori color marrone opaco, con piume bordate da un sottile margine più chiaro, che le conferiscono un aspetto squamoso. L'estremità delle ali è nera. La parte inferiore del corpo è interamente bianca, ma il ventre presenta una macchia bruno-grigiastra. La parte inferiore delle ali è di un grigio più o meno chiaro, bordata di nero, e presenta macchie e strisce nere che variano a seconda dell'individuo. La coda, scura, presenta talvolta una macchia bianca a semicerchio sulla parte superiore. Questo uccello presenta un cappuccio scuro che contrasta con il bianco della gola; il confine tra cappuccio e gola è nettamente definito e passa sotto l'occhio, che è marrone e finemente cerchiato di bianco. Il becco, sormontato dalle narici tubolari caratteristiche di questa famiglia, è nero. Le zampe, da rosa a grigie, sono palmate.
I pulcini sono una palla di piumino grigio-blu. I giovani assomigliano agli adulti; sono solo meno marroni e più grigi e il loro dorso presenta un aspetto meno squamoso.

## Biologia

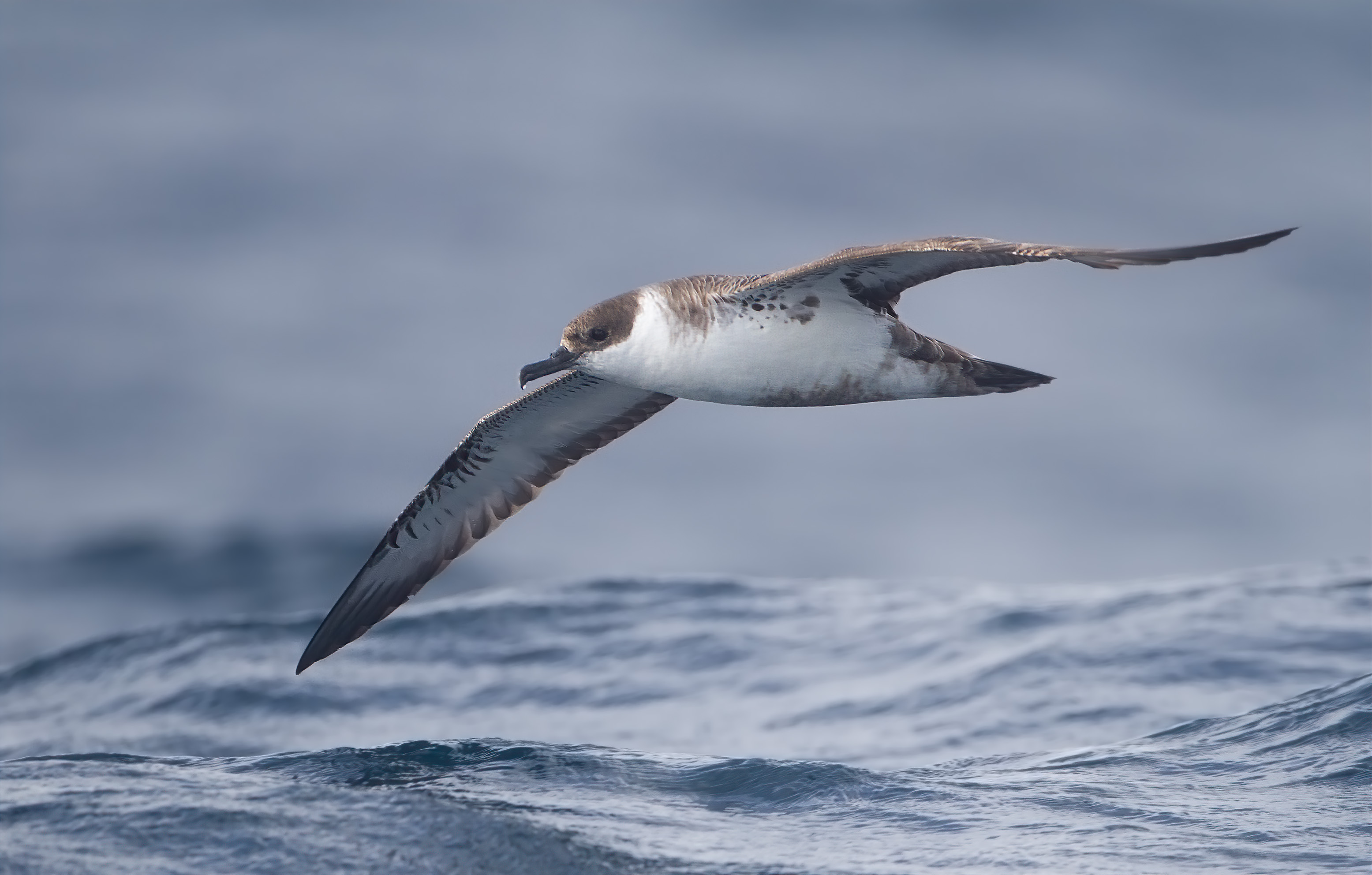
Esemplare in volo.

Uccello gregario, si riunisce in bande di dimensioni variabili per alimentarsi in mare, talvolta in compagnia di gabbiani, di altre berte o di petrelli. Durante la stagione di nidificazione, nelle colonie possono radunarsi migliaia di esemplari.
Il volo è generalmente rapido (80 km/h), con battiti delle ali più veloci di quelli della berta maggiore atlantica. Questo uccello vola vicino alle onde, alternando volo battuto e volo planato nel corso del quale essa ridiscende vicino alle onde. Tiene le ali dritte e rigide, contrariamente alla berta maggiore atlantica, che le tiene a campana e leggermente piegate all'indietro.
Questa specie effettua una grande migrazione attraverso l'oceano Atlantico. Verso il mese di aprile, le berte dell'Atlantico lasciano i loro siti di nidificazione (arcipelago di Tristan da Cunha e isole Falkland) e si dirigono a nord-ovest e poi a nord. Volano al largo delle coste dell'America del Sud, poi dell'America del Nord, fino al Canada, dove arrivano in luglio-agosto. Giunte qui, piegano a est per raggiungere la Groenlandia e l'Atlantico nord-orientale. Verso il mese di novembre, ritornano a sud passando al largo delle coste dell'Europa occidentale e dell'Africa, facendo ritorno ai loro terreni di nidificazione.

### Alimentazione

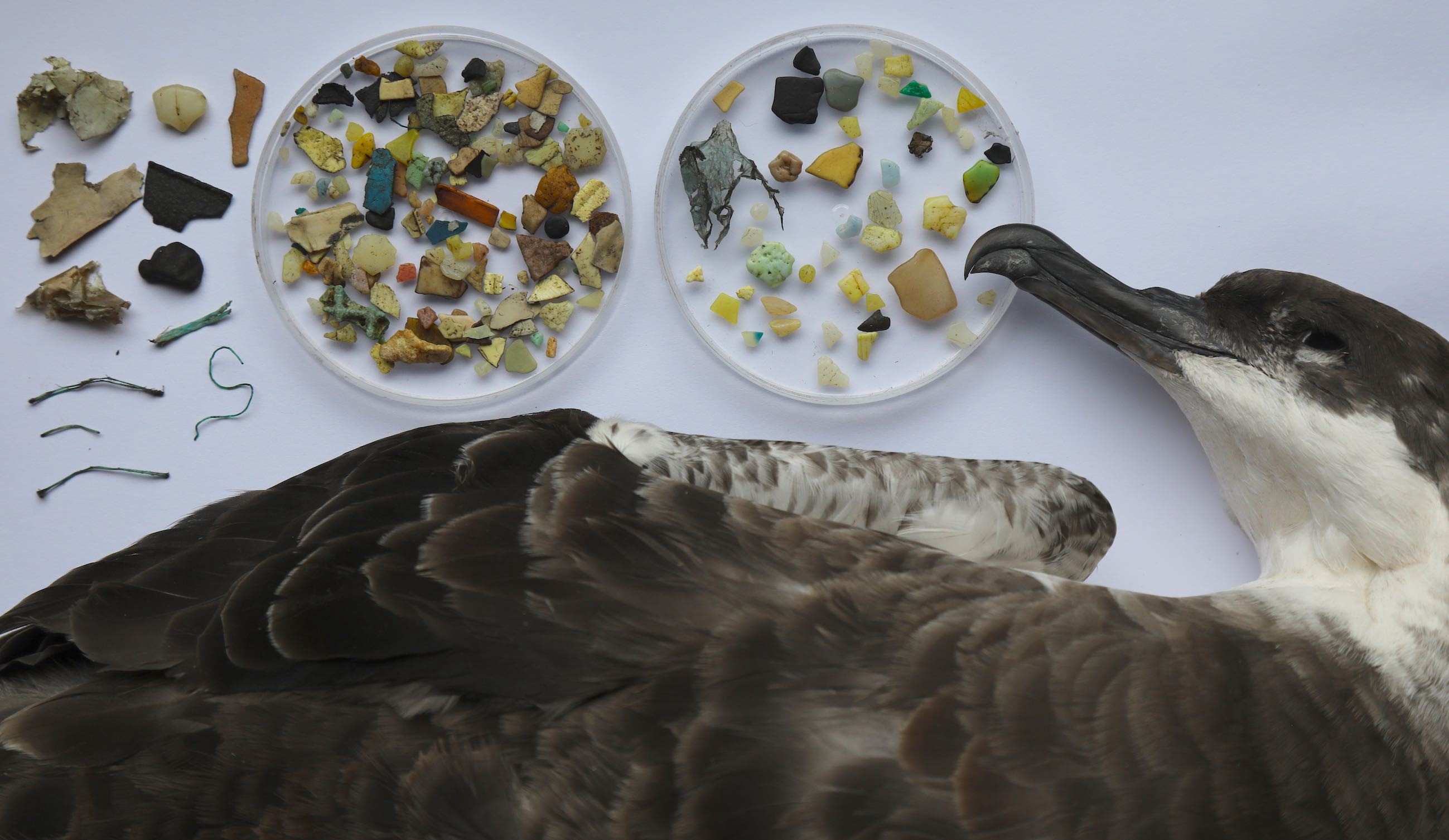
Berta dell'Atlantico con frammenti di plastica trovati nel suo stomaco.

La berta dell'Atlantico si nutre principalmente di pesci, di cefalopodi, di crostacei, ma anche degli scarti di pesce gettati dai pescherecci e delle deiezioni dei grandi mammiferi marini (che a volte seguono in grandi bande). Di solito si nutre vicino alla superficie, in acque pelagiche (a una profondità superiore ai 1000 m), ghermendo le prede in superficie (sempre restando in volo e «pedalando» sull'acqua con le zampe) o tuffandosi a deboli profondità (generalmente non più di 50 cm). Sebbene questo uccello sia diurno, può pescare anche di notte, soprattutto i calamari che salgono in superficie dopo il tramonto.
Le berte dell'Atlantico sono tra le specie di uccelli marini con la più alta incidenza di ingestione di plastica.

### Riproduzione
La stagione di nidificazione ha inizio in ottobre e prosegue fino a dicembre. Questo uccello nidifica sulle pendici di isole rocciose in fitte colonie. La parata nuziale ha luogo di notte. Viene deposto un singolo uovo bianco all'interno di una cavità o di una tana o su un pendio erboso. L'incubazione dura da 53 a 57 giorni; maschio e femmina si prendono cura dei giovani, che raggiungono l'indipendenza intorno ai 105 giorni di età. L'aspettativa di vita media di questa specie è di 7 anni.

## Distribuzione e habitat
La berta dell'Atlantico si riproduce solamente su quattro isole dell'Atlantico meridionale: Inaccessible, Nightingale e Gough, che sono tre isole dell'arcipelago di Tristan da Cunha, e Kidney (una delle isole Falkland). Trascorre l'inverno sul mare, nell'Atlantico settentrionale, tra il Canada e l'Europa nord-occidentale.

## Conservazione
La popolazione che nidifica su Inaccessible e su Nightingale viene stimata in non meno di 5 milioni di coppie; quella che nidifica a Gough tra 600.000 e 3 milioni di coppie. Kidney ospiterebbe circa una quindicina di coppie. La popolazione mondiale viene quindi stimata in 15 milioni di individui. La popolazione che sverna al largo della Groenlandia viene stimata tra 100.000 e 500.000 individui.
Ogni anno, gli abitanti di Tristan da Cunha catturano migliaia di adulti e circa 50.000 pulcini. Finora non sono stati ancora effettuati studi destinati a valutare l'impatto di questo prelievo sulla popolazione di berte dell'Atlantico. Questa specie è protetta ai termini del Migratory Bird Treaty Act e figura nell'appendice III della Convenzione di Berna dal 2002. Grazie al suo vasto areale e alla sua numerosa popolazione complessiva, la IUCN classifica questa specie come «a rischio minimo» (Least Concern).